# Pedro Sánchez Barba
Pedro Sánchez Barba (1. července 1895, Llano de Brujas – 4. září 1936, El Esparragal) byl španělský římskokatolický kněz, františkánský terciář a mučedník. Katolická církev ho uctívá jako blahoslaveného.

## Život
Narodil se 1. července 1895 v Llano de Brujas v provincii Murcia jako syn Josého Sánchez y Sánchez a Encarnación Barba Sánchez. Následující den byl na svátek Navštívení Panny Marie pokřtěn v kostele Panny Marie Slz v Baena de Murcia. Dne 13. července 1898 přijal svátost biřmování. Pedro vyrůstal v hluboce křesťanském prostředí, již jako chlapec projevoval touhu a povolání stát se knězem
Navštěvoval kněžským seminář San Fulgencio v Murcii a roku 1919 byl vysvěcen na kněze. Po vysvěcení se stal pokladníkem semináře a správcem katolických novin „La Verdad“. Působil také jako animátor Katolické zemědělské konfederace.
Roku 1931 byl jmenován farářem jedné z nejvýznamnějších farností v Murcii při kostele San Bartolomé. Jako farář měl úctu a obdiv všech svých farníků, pro které zakládal různá laická sdružení včetně Katolické akce. Pedro se dále vyznačoval svým kázáním, zájmem o mládež a svými činy ve prospěch nejchudších a potřebných.
Stal se členem sekulárního františkánského řádu.
Po vypuknutí Španělské občanské války v červenci 1936 a začátku pronásledování katolické církve bylo zničeno mnoho kostelů a klášterů. Otec Pedro se rozhodl chránit kostel a držel noční hlídku spolu s dalšími mladými lidmi z Katolické akce. V noci z 3. na 4. září byl v domě jeho otce zatčen spolu s jeho bratrem Fulgenciem, který se ho snažil chránit. Byli odveni spolu s františkánem Buenaventurou Muñozem Martínezem na místo mučednické smrti. Milicionáři vyzvali otce Pedra aby se prohlásil za fašistu což neudělal. Poté žádal aby propustili jeho bratra, jelikož se musí starat o jejich nemocnou matku. Milicionáři začali střílet a všichni padli k zemi. Jeho bratr Fulgencio zázrakem přežil a stal se svědkem jejich mučednické smrti.

## Proces blahořečení
Roku 1963 byl v cartagenské diecézi zahájen jeho proces blahořečení. Do procesu byli zařazeni také další diecézní kněz a dva františkáni.
Dne 10. prosince 2010 uznal papež Benedikt XVI. jejich mučednictví. Blahořečeni byli 13. října 2013.